# Ottokar von Czernin
Conde Ottokar von Czernin (en alemán: Ottokar (Theobald Otto Maria) Graf von und zu Czernin Chudenitz, en checo: Otakar Theobald Otto Maria hrabě Černín z Chudenic) (26 de septiembre de 1872-4 de abril de 1932) fue un diplomático y político austrohúngaro, ministro de Asuntos Exteriores del país durante la Primera Guerra Mundial entre 1916 y 1918.

## Origen
Nació en Dymokury (del alemán: Dimokur) el 26 de septiembre de 1872 en una antigua familia de la nobleza de Bohemia. En 1897 se casó con Marie Kinsky nacida Condesa von und Tettau Wchinitz (1878-1945) en Heřmanův Městec (en alemán: Hermannstädtel). Su hermano menor Otto también fue diplomático y sirvió entre otros puesto, como enviado en Sofía durante la Primera Guerra Mundial.

## Inicios de su carrera
Tras estudiar Derecho en la Universidad Charles-Ferdinand de Praga se incorporó al servicio diplomático de Austria-Hungría en 1895 y fue enviado a la embajada en París. En 1899 se le envió a La Haya, pero tan sólo tres años después tuvo que dimitir como consecuencia de una infección pulmonar y se retiró a sus tierras en Bohemia.
En 1903, von Czernin se convirtió en diputado de la Cámara Baja bohemia, como representante del Deutsche Verfassungspartei. Pronto se convirtió en un campeón del conservadurismo, defensor de los "principios monárquicos" y contrario al sufragio universal y el parlamentarismo. Esto atrajo la atención del archiduque Francisco Fernando, heredero al trono del Imperio. Como miembro destacado del llamado "Círculo de Belvedere" (nombre del palacio residencia del archiduque) von Czernin fue nombrado miembro de la Cámara Alta austriaca (del alemán: Herrenhaus) en 1912.

## Embajador en Bucarest
A petición del heredero al trono el conde von Czernin regresó al cuerpo diplomático en octubre de 1913, siendo elegido como enviado en Bucarest. El nombramiento inicialmente causó cierta controversia ya que le se consideraba un destacado magiarófobo, pero logró convencer al primer ministro húngaro, conde Tisza, de que otorgase su beneplácito. Sin embargo, una entrevista en un periódico de húngaro en enero de 1914 casi le costó su puesto, recibiéndose peticiones a favor de su despido de políticos magiares.
Como enviado en Bucarest la misión de von Czernin fue investigar el valor de la alianza con Rumania y las posibilidades de fortalecerla. Pronto informó al gobierno imperial de Viena que no se podía confiar en el gobierno rumano si estallaba la guerra. Tras el estallido de la Primera Guerra Mundial en agosto de 1914, se esforzó con éxito para mantener Rumanía neutral, gracias en parte al apoyo del anciano rey Carol I. La mayoría de la opinión pública rumana no compartía los sentimientos favorables a los alemanes de Carol, incluyendo al primer ministro Ionel Brătianu y a su gobierno. Von Czernin recomendó que Viena cediese Siebenbürgen (en Transilvania) y partes de Bucovina a fin de persuadir a Rumanía de prolongar su neutralidad, pero el plan recibió la oposición rotunda del gobierno húngaro. Rumanía acabó entrando en la guerra del lado de la Triple Entente en agosto de 1916 y el conde von Czernin regresó a Viena.

## Ministro de Asuntos Exteriores del Imperio

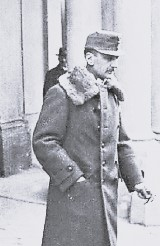
Von Czernin en Laxenburg en octubre de 1918.

Tras la ascensión al trono de Carlos I como el nuevo emperador, el conde von Czernin fue nombrado ministro de Asuntos Exteriores el 23 de diciembre de 1916, sustituyendo al barón Esteban Burián. Ambos hombres compartían la opinión de que una rápida conclusión de la paz era necesaria para evitar la disolución del Imperio de los Habsburgo. Antiguo colaborador del heredero al trono Francisco Fernando, asesinado en Sarajevo, era muy impopular en Hungría. Su nombramiento se consideró como un signo del debilitamiento del poder del primer ministro húngaro Esteban Tisza sobre los asuntos del Estado. Su pasado político auguraba malos tiempos para los no alemanes del imperio, los liberales y los socialistas, aunque se había mostrado dispuesto a llegar a acuerdos con sus adversarios durante la guerra. Aunque con fama de tener capacidad de adaptación a nuevas situaciones, también la tenía de hombre errático, impulsivo, irascible, difícil de tratar y arrogante. Sus partidarios le consideraban honesto y fiable.
Tisza, que anteriormente había controlado notablemente la política exterior del país a través de su protegido Burián, quedó relegado a un segundo plano, alcanzando con von Czernin, sin embargo, un acuerdo por el que se le hacía partícipe de las principales decisiones.
Tanto el emperador como von Czernin deseaban utilizar los restos de buena voluntad de la Entente hacia el Imperio para lograr una paz que respetase la unidad territorial imperial, moderando si fuese necesario los objetivos alemanes. Von Czernin no deseaba acabar con la alianza con Alemania, principal aval de la integridad del Imperio frente a los planes de la Entente, pero deseaba mantener una cierta independencia frente a aquella ser "un aliado, no un vasallo". Era consciente de la gran dificultad de lograr una paz separada con la Entente. 
El objetivo principal de von Czernin fue, por tanto, buscar una paz de compromiso respetando los acuerdos con Alemania. Utilizó ante esta repetidamente el argumento de la extrema debilidad del Imperio y la necesidad de lograr una pronta paz, postura que Tisza rechazaba. Sin embargo, pronto descubrió que la creciente dependencia de la Monarquía en Alemania representa una imposible política exterior verdaderamente independiente. [12] Aunque de mala gana estuvo de acuerdo con la necesidad de reanudar la guerra submarina sin restricciones en febrero de 1917, pasó mucho esfuerzo ese año para persuadir sin éxito alemán líderes políticos y militares de la necesidad de un compromiso por la paz [13].
En una conferencia entre Alemania y Austria-Hungría del 17-18 de marzo de 1917 sobre los objetivos de la guerra, propone entre otras cosas, la cesión de territorio de las potencias centrales para acordar una paz rápida con la Entente. En su opinión, la declaración de guerra por los Estados Unidos fue un desastre y una victoria para las Potencias Centrales se convirtieron improbable. Más concretamente, sugirió que Alemania debería abandonar Alsacia-Lorena y Bélgica a cambio de grandes ganancias territoriales en Polonia. En el escenario de Conde von Czernin de Austria-Hungría se compensaría con todo el territorio rumano. [14]
El 12 de abril, redactó un memorando con un pronóstico sombrío de la situación de guerra de Austria-Hungría que se transmite a través de emperador Carlos I con Matthias Erzberger, un miembro del Reichstag alemán, señalando las razones por la Monarquía no podría sobrevivir otro invierno de lucha contra la Entente. Esto dio lugar a la resolución de la paz bien intencionadas pero ineficaces, de 19 de julio de 1917. [15] En un discurso en Budapest el 2 de octubre de 1917, habló en favor de la justicia internacional, el desarme, el arbitraje y la libertad de los mares como una base para la paz y como base jurídica para una nueva Europa. [16] El 24 de enero de 1918, aceptó Catorce puntos de Wilson en otro discurso.
Después de los bolcheviques llegaron al poder en Rusia en noviembre de 1917, el conde von Czernin negoció un tratado de paz por separado con la República Popular de nueva creación de Ucrania que se firmó el 9 de febrero de 1918 y en el que está de acuerdo en ceder Chelm. La llamada "Paz del pan" no resolvía el problema de la doble monarquía con el suministro de alimentos, pero el Conde von Czernin se ganó el odio de los polacos de Austria, que también habían reclamado Chelm. [17] Llegó el momento culminante de su carrera luego de firmar tratados de paz con Rusia el 3 de marzo y Rumanía el 14 de abril y fue considerado el principal diplomático de las potencias centrales. [18]
El famoso escándalo de las conversaciones de Sixto de Borbón-Parma, sin embargo, condujo a la caída de von Czernin. El emperador Carlos, con su cuñado Sixto de Borbón-Parma, miembro del ejército belga, como intermediario, había mantenido conversaciones de paz secretas con el presidente francés Raymond Poincaré. presidente de una carta de 24 de marzo de 1917, que él apoyo de Francia "sólo la demanda" para la devolución de Alsacia-Lorena . Aunque su papel en el asunto aún no está claro, él estaba al tanto de las negociaciones secretas, aunque no de la redacción exacta de la carta. El primer ministro francés Clemenceau publicó la carta un año después, y el conde von Czernin, sintiéndose traicionado por el emperador Carlos I y al borde de un ataque de nervios, presentó su renuncia el 14 de abril de 1918. [19]
Conde von Czernin ha sido relativamente duramente juzgado por los historiadores. Mientras estaba sin duda más imaginativo y enérgico que cualquiera de sus predecesores, el conde von Berchtold o el Barón von Rajecz Burian, fue a la vez más impredecible y volátil, cediendo a impulsos repentinos. [20] Esto le dio a su política exterior un elemento de inestabilidad, que posiblemente no inspiran confianza a la otra parte con la que estaba buscando un compromiso de paz. [21] A pesar de que se celebra en el momento como "ministro de la paz", sus esfuerzos diplomáticos para liberar a su país de la Primera Guerra Mundial no para evitar la disolución de Austria-Hungría.

## Carrera después de la guerra
Durante la disolución del Imperio la reforma agraria con tintes nacionalistas en Checoslovaquia le privó de sus tierras en Bohemia y se retiró a Salzkammergut en Austria. De 1920 a 1923 fue diputado del Demokratischen Partei del Parlamento de Austria.
En 1917 había sido condecorado con la Gran Cruz de la Orden de San Esteban e investido Caballero de la Orden del Toisón de Oro. Al parecer, tras la guerra escribió a la ex-emperatriz Zita pidiéndole que no lo expulsasen de la orden debido a su comportamiento errático como ministro de Asuntos Exteriores durante la contienda.
En 1919 publicó sus memorias de sus días en el centro de la política y la diplomacia austrohúngaras durante la Primera Guerra Mundial, llamadas "En la Guerra Mundial", una mirada interesante al funcionamiento interno de un antiguo imperio desgarrado por la guerra.
El conde von Czernin murió en Viena el 4 de abril de 1932.